# Themsen flyter förbi
Themsen flyter förbi är en bok av Josef Kjellgren utgiven 1937. Den består av prosaskisser och dikter som skildrar intryck och stämningsbilder från London.
Om boken skrev Per Holmer: "Kjellgren ger här ett utmärkt exempel på hur journalisten och poeten kan sammansmälta i en person".